# Elizabeth Nyumi
Elizabeth Nyumi Nungarrayi (* 1947 bei Balgo, Western Australia) ist eine Aborigines-Künstlerin der Warlayirti Artists. Sie lebt und arbeitet in Billiluna, einer Aborigines-Siedlung bei Balgo.

## Leben
Elizabeth lebte mit ihrer Familie nomadisch. Ihre Mutter starb nach einem Dingo-Biss, als Elizabeth noch sehr jung war. Die ersten Weißen sah sie im Jahr 1957. Als junges Mädchen ging sie mit ihrem Vater und ihrer Familie zur Aborigines-Missionsstation Balgo Hills. Von dort wurde sie zur Billiluna Station gebracht, wo sie als Haushilfe arbeitete. Danach war sie auf verschiedenen Rinderfarmen tätig.
Ihre Brüder sind die Künstler Brandy Tjungurrayi und Patrick Tjungurrayi. Elizabeth heiratete Palmer Gordon und hatte mit ihm vier Töchter, eine davon ist verstorben.

## Malerei
Elizabeth begann im Jahr 1987 zu malen. Die Themen ihrer Gemälde sind die einheimische Flora wie Buschpflaumen, Buschtomaten und Samen, auch Felsenhöhlen, Gegenstände ihres frühen Lebens wie Coolamons, Grabstöcke und Geschichten der Traumzeit kommen vor. Ihre Traumzeitgeschichten umfassen das Thema der Großmutter, die eine Schlange tötet und mit ihren drei Kindern aufisst und die Tingari-Songlines über eine Gruppe von Elders. Ursprünglich malte sie nicht im Dot-Painting-Stil. In ihren späteren Werken legt sie gepunktete Linien in Gelb, Rot und Grün an. 
Ihre Gemälde waren Gegenstand mehrerer Einzelausstellungen. Sie war die erste Künstlerin der Warlayirti Artists, die 2004 für die Biennale of Sydney ausgewählt wurde. Ihre Werke befinden sich in nationalen und internationalen Sammlungen.